# Страсбургска катедрала
Страсбургската катедрала (на немски: Straßburger Münster / Liebfrauenmünster zu Straßburg, на френски: Cathédrale Notre-Dame de Strasbourg) е катедрала във френския град Страсбург, която в продължение на повече от 200 години е най-високата сграда в света. Принадлежи към най-големите катедрали в историята на европейската архитектура. Така както и град Страсбург, катедралата обединява в себе си германски и френски културни влияния.

## Архитектура
Сградата е построена от червен вогезски пясъчник (на френски: grès rouge des Vosges). Строителството започва през 1015 г. и през следващите векове катедралата се достроява и изменя своя външен вид. Източните части на катедралата, включително на хора и южния портал, са изпълнени в римски стил, а нефа и известната, украсена с хиляди фигури западна фасада са шедьоври на готическата архитектура.
Архитекти, както и при изграждането на Кьолнската катедрала, ориентират се към френската готика, което се вижда по сдвоението на западните кули и като следствие широката западна фасада, както и надлъжния неф под формата на базилика, за разлика от немските църкви, които са трикорабни, и трите нефа са на еднаква височина (на немски: Hallenkirche).
Сред главните строители на катедралата са Улрих фон Енсинген (на немски: Ulrich von Ensingen, по-рано участвал в създаването на Улмската катедрала) и Еруин фон Щаймбах (на немски: Erwin von Steinbach).
Северната кула е с височина 142 м, с ажурен шпил, който изцяло е изработен по проект на кьолнския майстор Йоханес Хюлц (приключен през 1439 г.). До края на XIX век катедралата е най-високата сграда, изцяло изпълнена от камък. Южната кула не е завършена, което придава на катедралата известна асиметрична форма.
Площадът, върху който стои катедралата, спада към най-красивите градски площади в Европа. В него се намират редица къщи (до 4 – 5 етажа) в стил южнонемска (швабска) архитектура. Характерни са високите покриви, в които са разположени няколко етажа (до четири).

### Западен портал
Тимпанът на западния портал е заобиколен от статуи на пророци и мъченици, както и от темата за Страстите Христови. Сцени от Стария и Новия Завет са показани в арките.
В средата на тимпана е статуята на Дева Мария с младенеца и напомня освещаването на катедралата „Нотр Дам“. Друга статуя на Дева Мария е разположена над тимпана. Тя се оглавява от статуя на Христос, като цар и съдия, чийто трон е заобиколен от лъвове музиканти.

### Южен портал
Южният портал е най-стария с романски дизайн и е украсен с няколко статуи. Основните групи статуи на южния портал, наричан още портала на „Страшния съд“ или „Денят на Страшния съд“ показват различни библейски случки и имат четири основни фигури: Соломон, цар на Израил; „Христос в Слава“, заобиколен от две древни статуи (1225 – 1235). Левите представляват църквата, а десните, короноването, кръста и чашата. Дясната статуя, представляваща Синагогата, е със завързани очи. Тя навежда лицето си и копието си е счупено, признаци при поражение. Скулпторът изглежда се е вдъхновил от библейския текст: „и ще приковат мечовете си на орала, и копията си – на сърпове“ (Исаия 2.4). Очите са превързани, защото тя е сляпа за истините на новия закон. Съдбата на Синагогата не е да бъде осъдена вечно, защото тя ще бъде записана в края на времето, когато тя ще се присъедини към Бога, като в мистична сватба: „И ще те сгодя за Себе си вовеки“ (Осия 2:19). И двете скулптури символизират два пътя на човешкото съществуване: на Вярата и на Законността.

## Интериор

### Стъклописи
Интериорът на катедралата, типично готически, има богата и разнообразна декорация, но е тъмно в сравнение с повечето френски катедрали, като Реймс и Шартър. Един-единствен розетен прозорец всъщност осветява стената отвътре в предната част на нартекса.
Тази розета със значителни размери е проектирана от Еруин фон Щаймбах с шестнадесет венчелистчета. Яснотата на конструкцията я прави шедьовър в жанра.

### Трансепт
Два особено забележителни елементи са разположени в южната част на трансепта:
- Стълбът на Ангелите, създаден около 1230 година, носи дванадесет скулптури с красива изработка: на първия долен ред са представени четиримата евангелисти, средната група са ангели, които свирят с тръби. Най-горната група включва Христос, седнал на трон, заобиколен от ангели, носещи инструментите на Страстите Христови.
- В същата част, трябва да се отбележи статуята на един човек, облегнат на парапет.

Легендата разказва, че той е архитект-съперник на този, който извайва „Стълбът на ангелите“. Доколкото това е голямо архитектурно постижение за времето си, този човек не може да проумее, как един-единствен стълб може да крепи такова натоварване и загледан чака всеки момент да види падането му.

### Астрономически часовник
Една от специалните забележителности е астрономическия часовник. До тях са часовник, построени през 1353 и 1574 г., последните от които са работили до 1789 година и вече са имали астрономически функции. През 1832 г. е конструиран уникален механизъм, който показва орбитата на Земята, Луната и известни тогава планети от Меркурий до Сатурн. Характеристика на часовника е механизмът, който прави един пълен оборот в новогодишната нощ и изчислява тези празници, датите на които се променят от година на година. Но най-бавно въртящата се част часа показва прецесията на земната ос – един оборот отнема 25 800 години.
- Астрономически часовник
- Органът

### Орган
Големият орган на катедралата, макар и богато украсен, е малък като размер. За разлика от повечето органи, които са в долната част на катедрали, е в наоса, с форма на лястовиче гнездо, виси на стената отвътре, точно като в катедралите на Шартър и Мец.